# Nișapur
Nișapur este un oraș din Iran.

## Personalități născute aici
- Omar Khayam (1048 - 1131), poet, matematician, filosof și astronom persan.